# وایسنبورن (زاکسونی)-آنهالت
وایسنبورن (زاکسونی)-آنهالت (به آلمانی: Weißenborn) یک منطقهٔ مسکونی در آلمان است که در درویسیگ واقع شده‌است. وایسنبورن ۳۸۰ نفر جمعیت دارد.